# Технофобија
Технофобија (Грчки: τέχνη technē, "уметност, вештина, занат" and φόβος phobos, "страх") је страх или анимозитет према напредној технологији или направама, нарочито рачунарима. Иако постоје вишеструке интерпретације технофобије, оне постају компликованије како технологија наставља да се развија и еволуира. Термин се генерално користи за ирационални страх супротан је технофилији. Синоним за технофобију је "технострах".
Професор на Калифорнијском универзитету и психолог Лери Роузен сматра да су три доминантне подкатегорије технофоба: корисници којима је непријатно, когнитивни рачунарофоби и анксиозни рачунарофоби. Технофобија је први пут нашироко забележена током Индустријске револуције и примећено је да утиче на бројна друштва и групе широм света, због чега су поједине групе заузеле став противан развој модерних технологија како би сачували своје идеолошке постулате. У неким од случајева, технологија долазе у сукоб са постојећим веровањима, системом вредности и скромним начином живота.
Примери технофобије могу се пронаћи у различитим уметничким гранама, од књижевности (роман Франкенштајн или модерни Прометеј) до филма (Метрополис, Терминатор, Матрикс). Многа од ових дела приказују мрачну страну технологију, што акцентују и сами технофоби. Како технологија постаје комплекснија и тежа за разумети, веће су шансе да се међу људима развија анксиозност при употреби модерне технологије.

## Распрострањеност
Студија објављена у Computers in Human Behavior је обухватала испитавања бруцоша уписаних између 1992. и 1994. на факултетима у низу земаља. Укупно 29% процената од 3,392 испитаника је одговорило да има висок ниво страха везан за технофобију. Ради поређења, Јапан је имао 58% изражених технофоба, Индија 82% а Мексико 53%..
Извештај објављен 2000. наводи да је близу 85-90% новозапослених у одређеној организацији неудовно са новом технологији, као и да су донекле технофоби.

## Историја
Технофобија почиње да добија ширу пажњу као покрет у Енглеској као претходница и испраћена појавом Индустријске револуције. Током 1675, група ткача је уништила машине које су их замениле на радним местима. До 1727. уништавања машина су постала толико широко распростањена да је енглески парламент прогласио уништење машина висококажњивим преступом. Овај закон није зауставио изливе насиља. "Лудити" група анти-технолошки оријентисаних радника је током 1811 вандализована машине за ткање, крала сировине, пропагирала петиције за већа трговачка права под претњом већег таласа насиља. Лоше бербе те године су им стварале нове присталице, чиме је створена неуморна и изиритирана популације која је подржавала њихова становишта. Отпор новој технологији није се договорио када су прихваћене и усвојена нова технолошка решења која потпомажу радни процес не вршећи веће измене самом опису посла. Група је протестовала употреби машина а не самом изуму нових машина. Сматрали су да је радник суштински део економије и имали су став да су вештине које поседују да обављају своје послове њихова својина која треба да буде заштићена од деструкције коју је стварала аутономија машина у процесу производње.
Деветнаести век је означио почетак модерне науке и иновација и велике промене у друштву, што је наилазило на отпор делова становништва. Романтичарски покрет је уметнички уобличавао и наглашавао осећај и жудњу за "једноставнијим и лепшим временом". Песници попут Вилијама Блејка веровали су да технолошке промене које су узимала замајац, уништавају и угрожавају њихово становиште по којем је природа савршена и чиста..
Након Другог светског рата страх од технологије је наставио да расте, изразито након што су уследила Атомска бомбардовања Хирошиме и Нагасакија. Током Хладног рата људи су почели да се питају шта ће бити са планетом и будућношћу пошто људи имају могућност да је доведу до потпуност уништења. Корпоративна производња и употреба оружја попут напалма, експлозива и гаса током Вијетнамског рата додатно је пољуљала веру јавности у вредност и сврху технологије. У ери након Другог светског рата појавио се Енвиронментализам као покрет. Прва интернатционална конференције о загађености ваздуха одржаја је 1955. као и поново током шездесетих. Истраживања кључних састојака бензина изазвало је бес међу енвиронменталистима. Током осамдесетих година двадесетог века, оштећења Озонског омотача и претња од глобалног загревања поченала је да буде схваћена озбиљније.
Амиши и Анабаптисти су групације која се често сматра технофобски настројеном. Амиши селективно користе модерну технологију како би одржали своју веру и културу.

## Лудити
Неколико друштвених група се сматра технофобним, од којих су најпрепознатљивији Лудити. Многе технофобне групе буне се против модерне технологије због свог уверења да те технологије угрожавају њихов начин живота и средства за живот. Лудити су били друштвени покрет британских занатлија у 19. веку који су се организовали у супротности са технолошким напретком у текстилној индустрији. Овај напредак заменио је многе квалификоване текстилне занатлије са релативно неквалификованим оператерима машина. Британски Лудити из 19. века одбацили су нове технологије које су утицале на структуру њихових успостављених заната или на општу природу самог посла.
Отпор према новим технологијама није се јављао када је новоусвојена технологија помагала радни процес без значајних промена у њему. Британски Лудити протестовали су због примене машина, а не због проналаска саме машине. Тврдили су да је њихов рад кључни део економије и сматрали су вештине које поседују да доврше свој рад као својину којој је потребна заштита од уништења изазваног аутономијом машина.

## Употреба савремених технологија међу анабаптистима старог реда
Групе за које неки људи сматрају да су технофобичне су Амиши и други анабаптисти старог реда. Амиши следе скуп моралних кодекса наведених у Орднунгу, који одбацује употребу одређених облика технологије за личну употребу. Доналд Б. Крејбил, Карен М. Џонсон-Вајнер и Стивен М. Нолт наводе у својој књизи Амиш: 
| „ | Што је још важније, Амиши модификују и прилагођавају технологију на креативне начине како би одговарала њиховим културним вредностима и друштвеним циљевима. Амишке технологије су разноврсне, компликоване и стално се мењају. | ” |

Оно што Амиши раде је селективна употреба модерних технологија како би задржали своје веровање и културу.

## Технофобија у уметности
Рани пример технофобије у фикцији и популарној култури је Франкенштајн Мери Шели. Од тада је то био основни елемент научне фантастике, о чему говоре филмови као што су Метрополис Фрица Ланга, који нуде примере како може да настане технофобија, и Модерна времена Чарлија Чаплина, у којима су људи сведени само на зупце у машинама, производ нове индустријске технике попут монтажне траке. Ово се наставило током 1960-их, са страховима од нуклеарног оружја и радијације који су довели до огромних инсеката у филмовима о чудовиштима, упозоравајућим причама као што су Дан када је Земља стала и Хулк. Овоме су се придружили страхови од суперинтелигентних машина и побуна међу њима, који су били тема Звезданих стаза, од оригиналне серије до Звезданих стаза: Следећа генерација до Звезданих стаза: Војаџер 1990-их.
Од тада су настали филмови попут Ја, Робот, Трилогија Матрикс, WALL-E и наставци Терминатора. Емисије попут Доктор Ко су се позабавиле питањем технофобије – посебно у епизоди „Роботи смрти“, са ликом који показује велики страх од робота због недостатка говора тела, што је Четврти доктор описао као да им даје изглед „мртваца који ходају”. Консултант за серију Кит Педлер је такође користио овај страх као основу за инспирацију класичног Доктор Ко монструма Сајбермена, при чему су створења инспирисана његовим сопственим страхом од вештачких удова који су постали толико уобичајени да постало немогуће знати када је неко престао да буде човек и постао једноставно машина. Виртуозност говори о виртуелном серијском убици који успева да побегне у стварни свет. Он дивља пре него што је неизбежно заустављен. Ово је прави технофобични филм по томе што је његова главна радња о технологији која је пошла наопако. То уводи убицу који очигледно уништава људе.